# Gabriel François Doyen

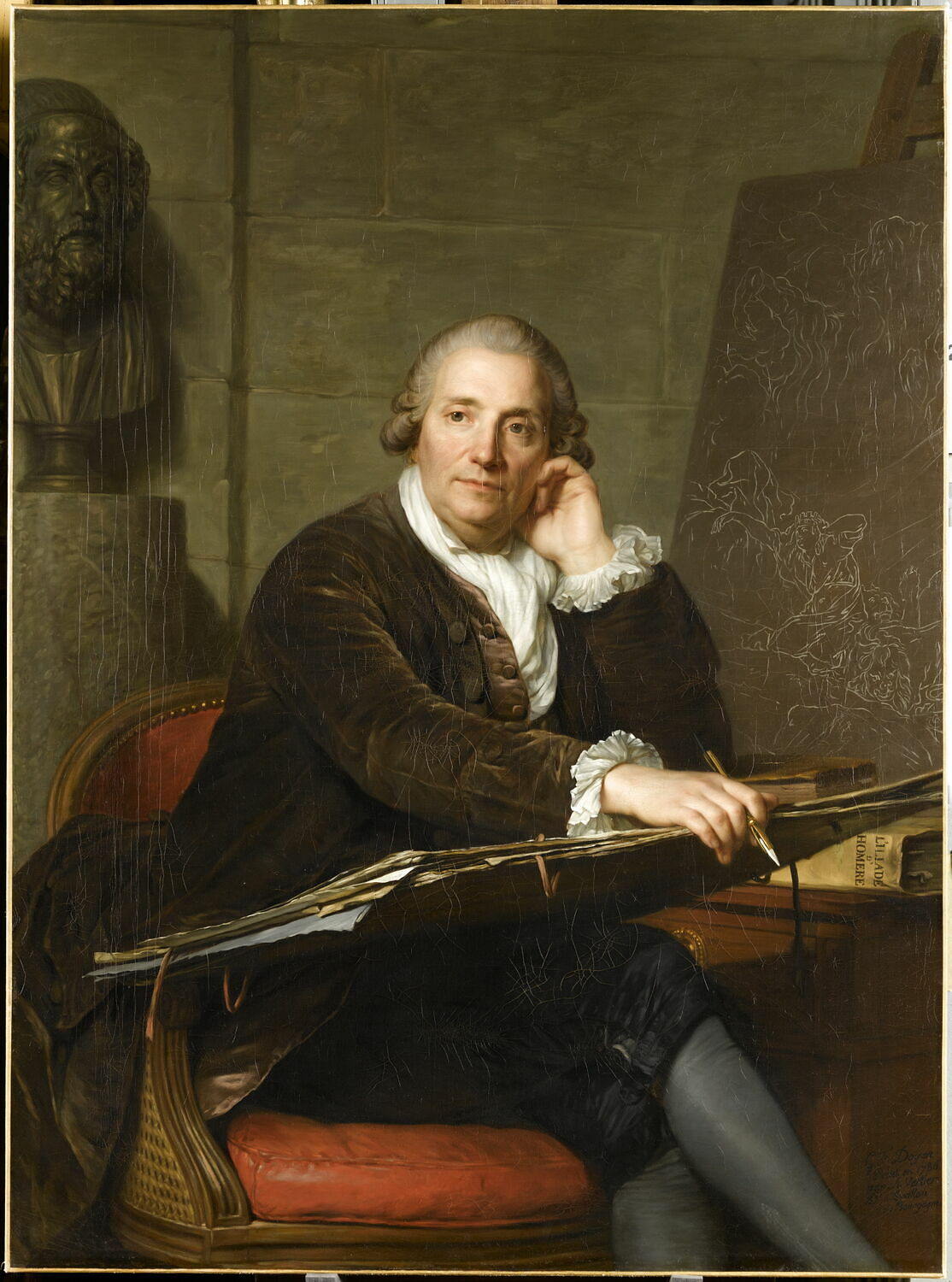
Porträt: Gabriel François Doyen (Antoine Vestier)

Gabriel François Doyen (* 20. Mai 1726 in Paris; † 5. Juni 1806 in Sankt Petersburg) war ein französischer Historien- und Porträtmaler.

## Leben

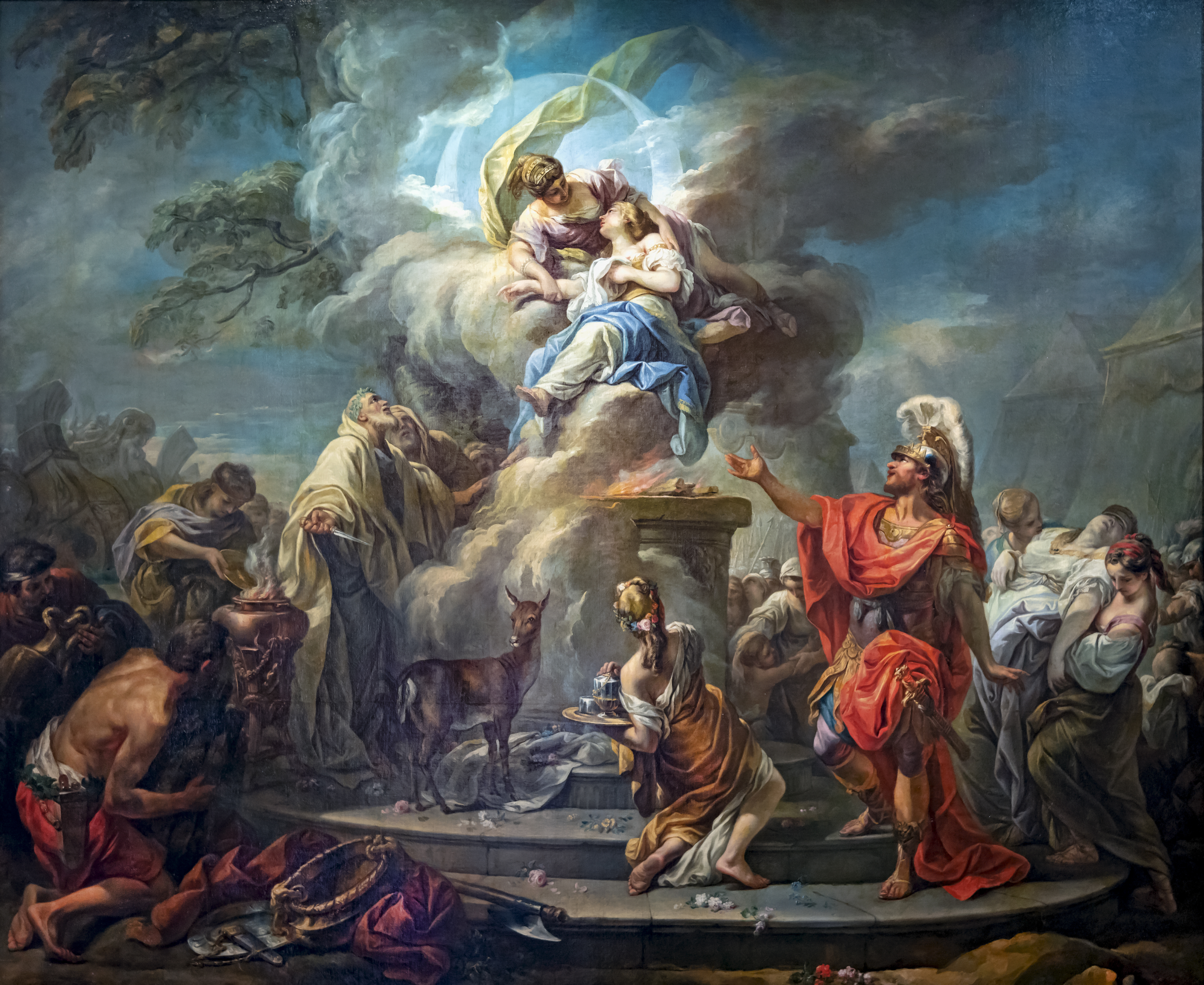
Das Opfer der Iphigenie, 1749
Collection Motais de Narbonne

Doyen war ein Sohn des « tapissier du Garde - meuble » François Doyen und dessen Frau Marie Magdelaine (geborene Vignon), Tochter eines Pierre Vignon. Er wurde ein Schüler von Carle van Loo. 1748 konnte er mit seinem Gemälde Opferung Iphigeniens einen Prix de Rome gewinnen und bildete sich für einige Zeit in Italien fort. In Rom studierte er ab November 1750 an der Accademia dell’Arcadia insbesondere die Werke von Annibale Carracci, Pietro da Cortona, Michelangelo und Giulio Romano. Doyen unternahm von dort aus mit Charles-Robert Boutin (1722–1810) eine Reise nach Neapel und besuchte später auch die Städte Bologna (1756) und Venedig. Nach seiner Rückkehr schuf er 1757 den Tod der Virginia und führte mehrere dekorative Arbeiten in unterschiedlichen Gebäuden von Paris aus. 1759 wurde er mit dem Gemälde Jupiter et Junon recevant d’Hébé le nectar in die Académie française aufgenommen, wurde 1773 erster Maler (französisch premier peintre) des Comte d’Artois (Charles Philippe de Bourbon) und erhielt 1774 eine Wohnung im Louvre. In den Jahren 1765 bis 1771 fertigte er Ölgemälde in der Kapelle des hl. Gregor im Invalidendom, die er als Ersatz für die durch Feuchtigkeit zerstörten Freskenmalereien des Michel Corneille herstellte. 1776 wurde er Professor der Académie royale de peinture et de sculpture. Für  das Petit Trianon schuf er im Auftrag des Ordens vom Heiligen Geist ein Gemälde mit der Feier der Salbung Ludwigs XVI. her. Doyen hatte mindestens zwei Schwestern (Marie-Françoise und Rosalie) und soll einen unehelichen Sohn gehabt haben.

## Wirken in Russland
Doyen war nach Ausbruch der Französischen Revolution an der Einrichtung des Musée des Petits-Augustins beteiligt. In dieser Zeit erhielt er seine Berufung durch Katharina II. an den russischen Hof nach Sankt Petersburg. Der dreijährige Vertrag sicherte ihm ein jährliches Gehalt von 1200 Rubeln, eine Stelle als Lehrer an der Kunstakademie, sowie eine Wohnung im kaiserlichen Schloss zu und er reiste noch im Dezember 1791 aus Paris ab. Nach dem Ende des Vertrages arbeitete er ab 1794 in der Ermitage und wurde von der Akademie zum freien Ehrenmitglied und leitete, im Jahr 1798 zum Professor ernannt, bis 1801 die Malklasse. In seiner Zeit in Sankt Petersburg malte er unter anderem zwei Plafonds für den St. Georgsaal des Winterpalais (1837 abgebrannt).
Zu seinen Schülern gehörten die russischen Maler Andrei Iwanowitsch Iwanow, Orest Adamowitsch Kiprenski, Wassili Andrejewitsch Tropinin und Alexander Grigorjewitsch Warneck (1782–1843).

## Werke (Auswahl)

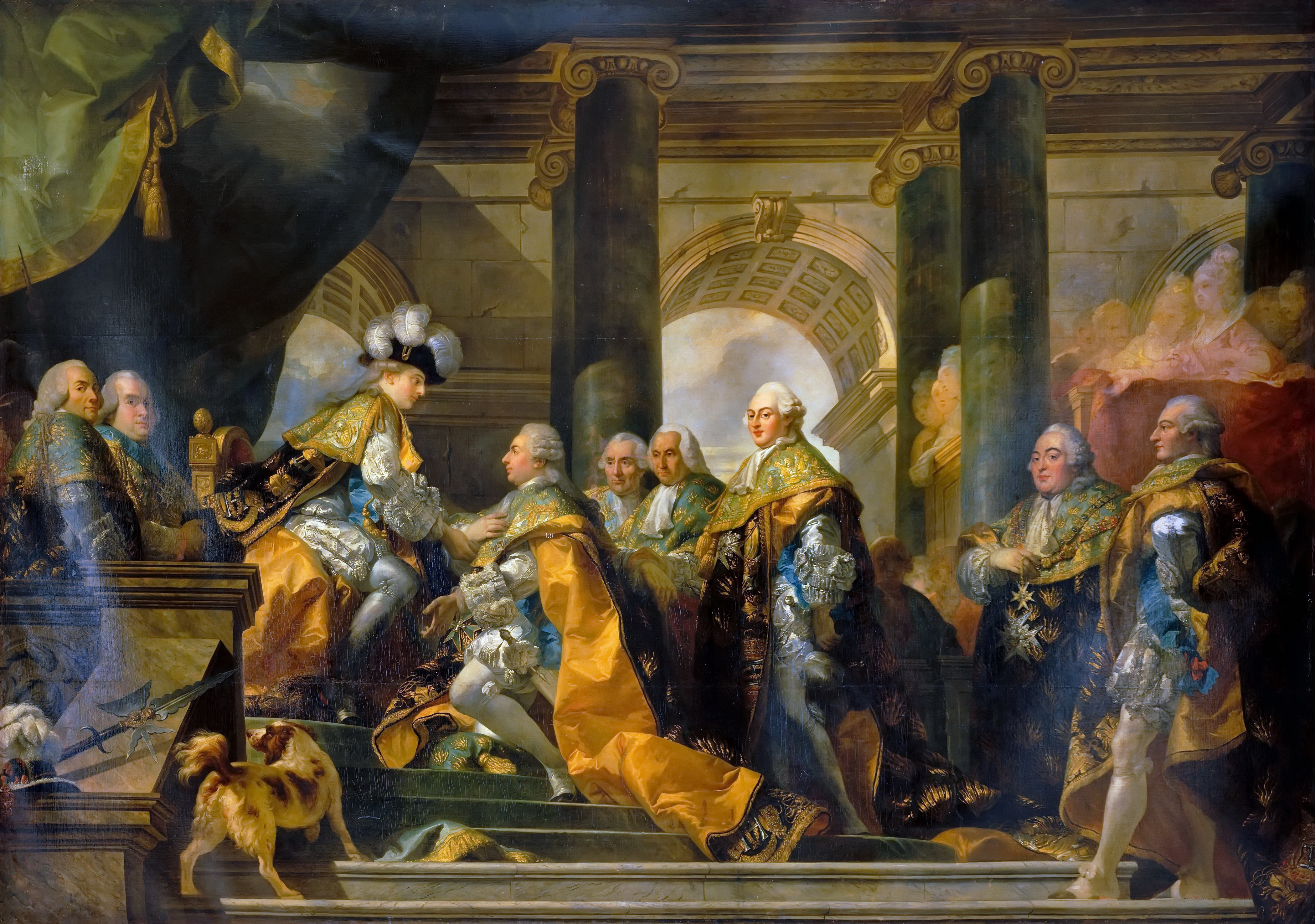
Feier der Salbung Ludwigs XVI.

- um 1767: Sainte-Geneviive et le miracle des Ardents (Kirche St-Roch)
- um 1773: La dernière Communion de Saint Louis (Kirche von Saint-Louis-en-l’Isle, ursprünglich für die Kapelle der École militaire angefertigt)
- Triomphe d’Amphitrite (Schloss Fontainebleau)
- Szenen aus dem Leben des hl. Gregor (Kapelle im Invalidendom)
- Entwürfe zur Ausschmückung der Stadt Reims beim Einzug des Königs
- Die Tugenden stellen der Minerva die russische Jugend vor (Deckengemälde in der Alten Ermitage)
- Die Anbetung der heiligen drei Könige